# Our Spirits Don't Speak English
Our spirits don't speak english är en amerikansk dokumentärfilm om tvångsassimileringen av indianer, bland annat vid skolgången.